# Zlatirăt, Stara Zagora
Zlatirăt (în bulgară Златирът) este un sat în comuna Gurkovo, regiunea Stara Zagora,  Bulgaria. 

## Demografie
Componența etnică a satului Zlatirăt
     Bulgari (69,69%)
     Romi (30,3%)
     Nicio identificare (0%)
     Altele (0%)
La recensământul din 2011, populația satului Zlatirăt era de 33 locuitori. Din punct de vedere etnic, majoritatea locuitorilor (69,69%) erau bulgari, cu o minoritate de romi (30,3%). Pentru 0,0% din locuitori nu este cunoscută apartenența etnică.